# 速霸陸360

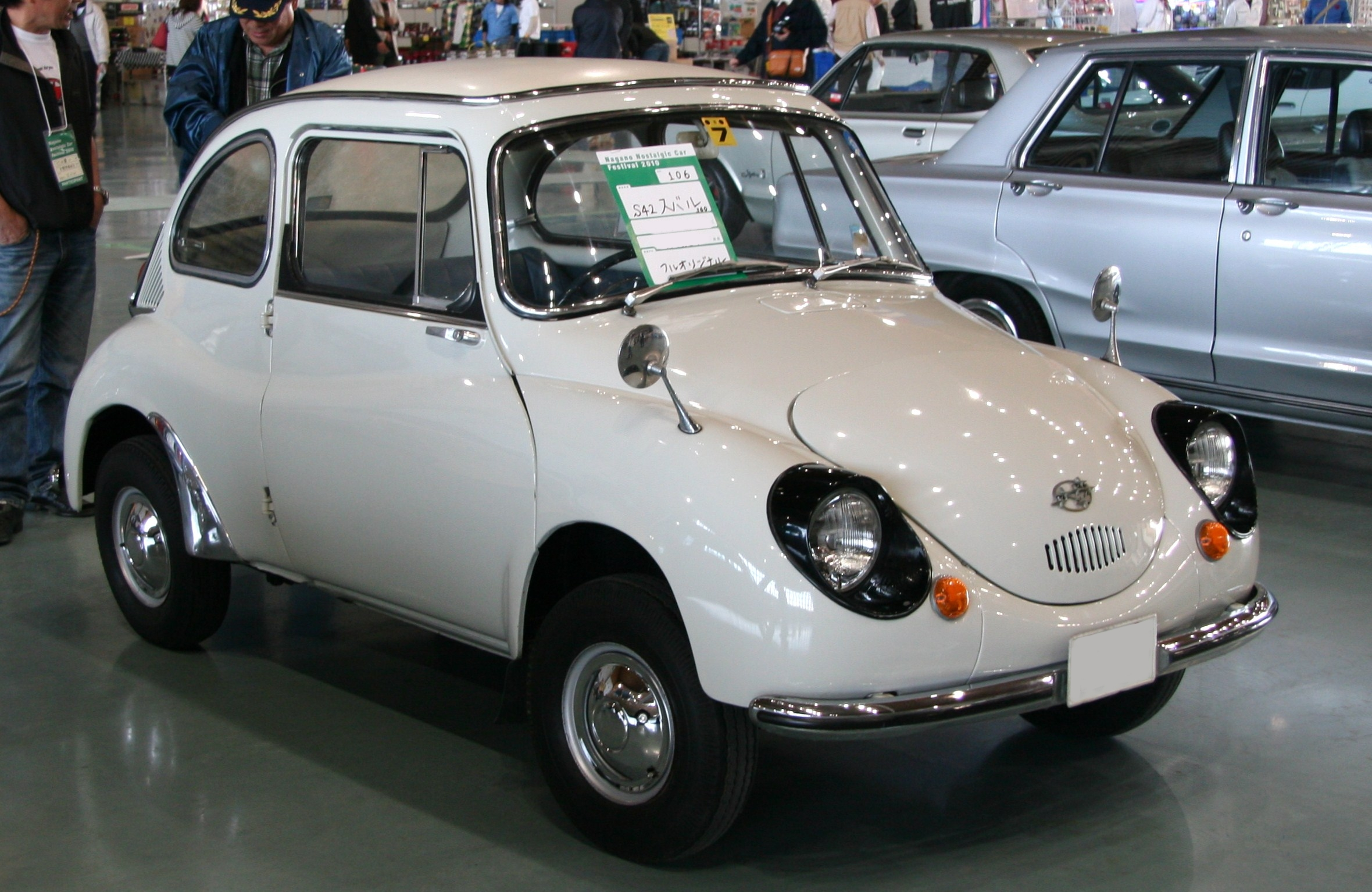
速霸陸360

速霸陸360（日语：スバル・360）為日本富士重工業於1958年至1970年之間設計生產的輕型車，12年間總計大約生產了39萬2千部。其開發代號為「K-10」，而當時坊間對此部車的愛稱是「瓢蟲（日语：てんとう虫）」。

## 歷史

### 發展背景
1950年代由於日本人民的收入逐漸提高，生活型態也跟著改變，大家對於汽車的需求日漸增加。受到1954年第一屆全日本汽車展（後來改稱東京國際車展）盛大開幕，以及1955年日本通商產業省（經濟產業省前身）提出「國民車構想」的刺激，當時許多日系車廠紛紛投入開發，但是價格不斐。譬如1955年上市、排氣量1.5L的豐田皇冠便要價約101萬日幣，相當於一個公司營業員的五年份薪水，所以汽車對平民百姓而言簡直遙不可及。
日本汽車工業史上第一輛輕型四輪乘用車當屬昭和27年（1952年）250c.c.的「Autosandal（（日語）オートサンダル）」，乃由名古屋的小車廠中野汽車工業（後改稱「日本自動拖鞋汽車」〔（日語）日本オートサンダル自動車〕）以手工打造而成，將三菱重工業的泛用型單汽缸引擎後置並以磨擦傳動（friction drive）方式驅動，可乘坐二人。1954年間共製造了2百輛，此後進行前輪驅動方式的開發，但由於沒有大量生產被視為停產，加上中野汽車工業是小公司，未留下詳細資料而情況不明。緊接著1953年橫濱市日本汽車工業（後改稱日本輕汽車〔（日語）日本軽自動車〕）推出後輪驅動的「NJ號」、1957年東京都三光製作所推出的「Teruyan〔（日語）テルヤン〕」、1957年東京都梁瀨汽車（今梁瀨公司）推出的「Yanase XY360」等車款，皆是一時之選。
再者，原汽車製造株式會社（日產汽車前身）設計師富谷龍一在大型紡織廠住江織物子公司住江製作所（住江工業前身）的支持下，於1954年推出「住江製作所Flyingfeather（（日語）フライング·フェザー）」，採350c.c. V型二缸後置引擎佈局，可乘坐二人。不過因外型簡樸、沒有前輪煞車系統等缺失，僅生產數十輛後便終止。1956年富谷替富士汽車開發出前二輪、後單輪的雙人座「富士Fujicabin」，配置125c.c.引擎，單體硬殼式結構車體以FRP打造，可惜因為馬力不足及操控安定性不足，落得僅生產85輛的慘境。
反觀由腳踏式織布機起家的鈴木公司，1955年推出配置360c.c.引擎的「鈴木Suzulight」，實質上為德國車廠博格瓦德（（德文）Borgward）製造之「洛伊德LP400」的縮小版，外型相當近似。該車款分成轎車、微型麵包車、皮卡貨車等三種，名目上號稱可乘坐4個大人，實際上後座空間勉強擠得下小孩而已。因此轎車型和皮卡貨車型的市場反應不佳，1957年鈴木將微型麵包車型的後座改成可折疊式，前座則容納3個大人，隨即一炮而紅。後來促成鈴木繼續朝著輕型車的方向發展，並於1962年推出鈴木Fronte。
1945年二戰結束，中島飛機改組成富士產業（富士重工業前身），翌年開始在旗下群馬縣太田市吞龍工廠及東京都三鷹工廠開發製造富士兔子速克達（Fuji Rabbit Scooter），取得不錯的銷售成績。群馬縣伊勢崎工廠則在1947年起製造輕量化的巴士車體，接著1949年仿效美國製巴士，獨自開發出日本汽車史上第一輛後置引擎、無框架單體結構（或稱應力外皮結構）的巴士。不論發動機或金屬單體結構技術，皆與其飛機製造商的背景有關。
1950年在GHQ的命令下，富士產業拆分成12家公司，吞龍、三鷹工廠併成富士工業，伊勢崎工廠則改組成富士汽車工業。在這12家公司裡，東京富士産業、富士工業、富士汽車工業、大宮富士工業、宇都宮車輛等5家在1953年集資成立富士重工業。改組自伊勢崎工廠的富士汽車工業由1952年起致力於乘用轎車的開發，首先試作的是1,500c.c.引擎、單體硬殼式結構的四門轎車速霸陸1500。但是受到資金不足及市場競爭壓力影響，1955年的上市計劃被迫中止，開發工作一度中斷。話說回來，該計劃遺留下來的設計、研究資料，對後來的速霸陸360不無助益。

### 開發始末
雖然1955年12月富士重工業中止速霸陸1500公開發售，不過內部決定使用旗下三鷹工廠製造250c.c.速克達用引擎之生產線，先發展360c.c.輕型車用引擎，進而設計出可供4人乘坐的輕型乘用車，以迎合通產省（現稱經濟產業省）提出的「國民車」構想。由於1954年9月日本當局施行新法規《道路交通取締法》，對輕型車的規定是引擎排氣量限360c.c.內（無論二衝程或四衝程）、全長×全寬×全高＝3,000mm×1,300mm×2,000mm。當時市面上符合此法規的輕型四輪乘用車只有前述鈴木汽車工業的「Suzulight SF」而已，不過輕型乘用車的市場尚未確立，該款車每個月的販售數量也寥寥無幾。其他缺乏技術力的小型車廠販售的多是未成熟的試作車輛，只能乘坐2人，時速約45至65km/hr。
富士重工業大膽地選擇「可乘坐4個大人、並於巴士行駛的道路上行走」為概念，訂出空車總重量350公斤、搭載360c.c.可出力15ps的引擎、崎嶇路段可維持時速60km/hr、任何坡道都可爬得上去等條件。引擎的設計製作交由旗下三鷹工廠，車體、底盤則由伊勢崎工廠負責，以百瀨晉六為中心的速霸陸1500開發團隊領導新車的開發工作。三鷹的主管為菊地庄治，伊勢崎和整體研發工作則由百瀨晉六主導。

#### 基本構造
採用後置後驅方式，將氣冷式引擎橫置於全單體硬殼式結構的車尾，懸吊系統為日本首創的扭桿式懸吊（利用變形的棒鋼製作彈簧），就連輪胎也採用前所未見的4.50-10。富士重工業投入大量的成本和人力，新開發每個零件部品，不像其他小車廠購入泛用部件再加以組裝。所以4.50-10新規格輪胎也好、扭桿式懸吊系統也好，甚至小到連螺絲都自行開發，上刻代表富士重工業的「フ」表示原廠正品。此外也導入鋁合金、纖維強化塑膠等當時算是昂貴的新素材，顯見富士重工業和百瀨晉六的大膽決策。
研發初期團隊內部對驅動方式曾出現過一番爭論：對車重、車室空間受到限制的輕型車而言，省略主要元件傳動軸較為有利。前述上市成功的「Suzulight」即是採前置前驅方式，故團隊內部有一派主張前輪驅動佈局，以三鷹工廠主管菊地庄治為代表。不過前輪驅動車需要在迴轉中能平順地將驅動力傳達給前輪的「等速萬向接頭」，這麼重要的元件在1950年代中期尚未出現兼顧耐用性、平順性、低成本量產的產品，就連當時市面上的歐系前輪驅動車款，也常有耐用性不足、迴轉時產生震動而影響操控等問題。百瀨晉六當然知道前輪驅動車的優點，不過對照等速萬向接頭的缺失，他還是毅然決定採取後置後驅的佈局方式。

#### 車體結構
速霸陸360採用的車體結構為無獨立框架的全單體硬殼式結構，乃日本汽車業界的先驅。當時汽車鋼板的厚度至少0.8mm，卻成為輕量化的障礙，所以開發團隊在一些非必要部位採用普通強度、0.6mm厚度的鋼板。而且為了獲得充分的車體強度，車身設計避開平面的狀況，打造成帶有弧度的「卵形」曲面結構，不過車室地板為了強度問題厚達1.2mm。
至於車頂，開發團隊決定採用當時仍屬新素材的玻璃纖維強化塑膠，以H型斷面的橡膠固定在車體上。如此一來非但達到輕量化目的，使車子重心向下增加安定性，也能排出引擎產生的噪音。但是僅以H型斷面的橡膠固定，發生很多車頂在行駛中突然脫落飛出的問題，於是原廠召回加以用螺絲固定。此外因前述特殊材質的車頂，收音機採用內藏導線式天線。為達成車體開口部位較小的目的，擋風玻璃的面積比車側的還要窄；車尾車窗則以透明壓克力板代替，但時間久了之後難免會變色。
為了方便後座乘客出入，將門軸設計在B柱上的自殺式車門（suicide door）設計也相當特殊。很多人對這種車門的安全性有疑慮，而1950年代後期採用這種設計的車款並不多見，富士重工業這步棋可說是特例。

#### 造型設計
車體設計的主事者為室田公三，造型設計則委託非屬富士重工業的工業設計師佐佐木達三。佐佐木在戰前是專門從事船舶塗色與建築設計的老將，因伊勢崎工廠生產巴士的車身塗色關係與富士重工業搭上線，1956年後受託參與汽車設計。對佐佐木而言他首度參加汽車設計的工作，為此他也考取汽車駕駛執照，親自駕駛法國雷諾汽車授權日野汽車製造的小型車雷諾4CV，以便徹底研究汽車產品。所以速霸陸360某些細節之處神似4CV，這也是原因之一。
首先製作五分之一倍的木頭模型，至於車室空間、引擎、懸吊系統等依輕型車的最大限度以大頭針表示。然後佐佐木在木造模型上按自己所繪製的造型設計圖用黏土裝飾上去，並注意大頭針標註的界線。後來再根據五分之一倍黏土模型做出實物般大小的黏土模型，裹上石膏，並使用金屬線等輔助器材取出石膏模型。1956年6月1日佐佐木開始著手原型設計，6月21日完成模型。佐佐木的設計也有稍嫌笨重之處，百瀨晉六委請另一設計師永田秀明在製作等倍石膏模型時予以修正。佐佐木自1956年9月起花費了3個多月的時間，在伊勢崎第二工廠進行此項工作，百瀨及永田也在一旁協助，終於在翌年3月完成以鋼板製成的試作車。

#### 車室內裝
另外關於車室空間也被拿來討論過：一般開發時會拿假人作測試，開發團隊人員則親身上陣。當身高超過180公分、手長腳長的百瀨晉六坐進前座，後座裡也是高個子的室田公三仍保有充裕的膝部與頭部空間。因此速霸陸360這部車能在日本工業設計史上留下相當高的評價，自然有它的道理。
為了輕量化的前提，內裝有許多部件的厚薄、重量都經過縝密的計算規劃。像高橋三雄將方向盤的直徑從24mm減為15mm，仍保有其強度。為了讓駕駛者握住方向盤時有安全感，內側加了米粒大的突起物，以接觸到指腹。儀表板與各式開關旋鈕亦是遵循輕量化目標，儀表板下方更設置了一道寬度達車身全寬的托盤，增加了儲物空間。前輪懸吊系統為扭桿加拖曳臂的設計，前座乘客的腳部空間從前車軸中心線至前方為止，雖然前輪輪拱側邊佔據了一些空間，前座乘客仍有充裕的伸腿空間。
座椅乃以熱水袋形的鋁合金框架，內填聚氨酯發泡材質，外覆乙烯基表皮，以達到簡樸與輕量化之目的。當有人要坐進後座時，前座椅背必須先彎折打平，再行調整。這部車在開發時省略了許多累贅配備，車內只剩利用引擎廢氣熱度的暖氣（聊備一格的簡易型設備）、手動調整的出風口，甚至連收音機都是加價選購的配備。

#### 動力來源

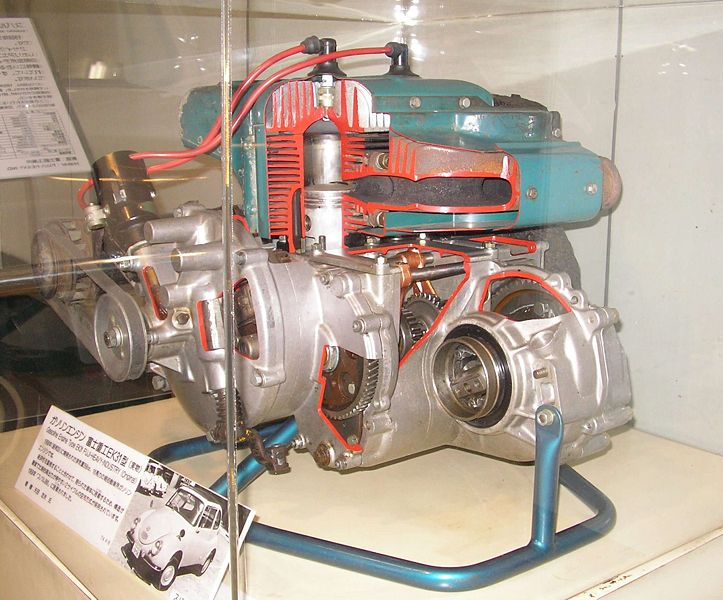
從EK31型引擎剖面可見到一體化的變速箱、差速器

速霸陸360配置的EK31型引擎，採用強制氣冷式二衝程直列二缸設計，排氣量356c.c.，橫置於車體後半部的引擎室中。最大馬力方面，初期（1958年5月-1960年2月）為16ps / 4,500rpm，中期（1960年2月-1964年7月）為18ps / 4,700rpm，末期（1964年7月-1968年8月）則為20ps / 5,000rpm。1955年富士兔子速克達也導入這具引擎，裝配在速克達產品上，取得了成功。這具引擎構造簡單、重量輕、製造成本低廉，在當時來講是一個穩當的選擇。採取橫置的原因是節省前後方向的空間，也能有效降低成本。因為縱置式引擎需要名為螺旋傘齒輪（spiral bevel gear）的元件以直角方向傳達動力給傳動軸，橫置式引擎則與車軸並行。當時日本國產品的實用性不足，採購外國產品又無法壓低成本，故最後決定採取橫置式。
1956年起富士兔子速克達S61型便採用扭力轉換器代用變速系統（沒有變速齒輪等結構，只以扭力轉換器變速），速霸陸360則以前進三檔、後退一檔的手排變速箱，具有乾式單板離合器及非同步傳輸（（英文）non-synchronous transmission）等裝置。此變速系統的配置方向當然跟橫置引擎平行，故地板式排檔桿的入檔位置呈「工」字形。不過1960年後變速系統改為同步傳輸化，入檔位置自然也改成「H」字形。和變速箱一體化的差速器為了輕量化目的，軸管並未外露，外側以拖曳臂吊著。差速器側與輪胎側各自具有十字軸式萬向接頭，為了輕量化也省略了伸縮用的花鍵軸（（英文）spline shaft）。如此一來容易因為輪胎行走時產生的晃動，其橫向壓力對萬向接頭和花鍵軸產生強度問題。還好花鍵軸的有效伸長度未超出實質晃動角度，差速器亦未出過任何狀況，所以這方面沒有什麼問題。
油箱和機車一樣設置在引擎室上方，燃油受地球引力影響自然落入引擎。1964年中期起改為主、副油箱的「分離給油方式」，追加一具三國工業（（日語）ミクニ）製造的燃油專用泵，此系統被原廠稱為「Subaru-matic（（日語）スバルマチック）」。不過當初並未設計油量表，須從油箱蓋觀看燃油剩餘量的多寡，1960年起才在儀表板上增加油量表。氣冷式後置引擎的最大弱點便是冷卻，由於富士重工業開發試作車的時間恰逢暑期，在氣溫影響引擎過熱的情形下，排出許多廢熱氣。考慮到熱空氣會向上流動，引擎室外側設置散熱用百葉窗，車身兩側也設計了進氣壩以便排除廢熱氣。另外開發人員還發現引擎排氣埠容易積碳，影響馬力輸出表現。雖然曾試著改變排氣埠形狀，卻仍無法解決問題。最後只好指定使用汽油添加劑「Penta Lube（（日語）ペンタルーブ）」，要求消費者每行駛數千公里便添加一罐。

#### 懸吊系統
前後輪皆採用拖曳臂懸吊系統，輔以橫置的扭力桿加中央螺旋彈簧，是一種輕量化又節省空間的四輪獨立懸吊。富士重工業委請當時本土最大的日本發條公司製作扭力桿，一輛4支份的成本合計4萬日圓，約佔總車價的10%左右。不過因為經驗不足造成不良率過高，甚至在試作車進行測試時發生斷裂，於是富士重工業主事者小口芳門從資料中找到了將金屬重新扭轉，以防止彈性疲乏，增加金屬更強韌的抵抗力。遂要求日本發條嚴格控制品質，並且在上市前將成本降了數千日圓。但是輕量化和材料強度成反比，後來乾脆以成本高但強度符合要求的鉻鉬鋼來解決這個問題。
其實「拖曳臂懸吊系統輔以橫置的扭力桿加中央螺旋彈簧」的設定方式，乃是開發團隊受到福斯金龜車的影響，特別是前輪懸吊經過緊湊化設定（金龜車為雙扭力桿，速霸陸360則簡化成單扭力桿）。在輕型車的設計上十分注重車室內空間差別，坐一個駕駛者跟坐滿四個人的總重量相差150公斤以上，這對空車重量設定成350公斤的速霸陸360而言是一個極大的重量差，因為坐滿四個人關係著懸吊系統的荷重。開發團隊試著增加輔助彈簧，再者同時期法國雪鐵龍汽車已成功地將液壓懸吊系統實用化，開發團隊也依此發想出油壓式彈簧裝置。可惜因為無法解決漏油問題，加上額外的油壓泵勢必擠壓原本已顯侷促的引擎室空間，造車成本也會跟著提升，於是此案胎死腹中。最後決定的方案是增加了螺旋彈簧，假使扭力桿承受一定的荷重，則接續至此一中央位置的彈簧，產生側傾的效果。
擺動車軸式懸吊系統無法避免的通病，就是車尾抬升的現象，後來速霸陸的車子連續發生多起翻滾的事故。開發時前後輪各自鏈接的中心彈簧為了預防車身翻滾問題，加強了後輪懸吊系統的剛性。而且後輪懸吊改以扭力桿支撐，同時加大扭力桿直徑，以提高抗捲性。為了壓低成本，不得不採用最原始的摩擦式阻尼器，上市後有許多消費者反映這方面的不滿，故後來改採油壓式阻尼器。由於速霸陸360配置4.50-10規格的輪胎，在滿載4人的情況下行駛惡劣條件的道路難免會遇到無法前進的狀況。解決辦法很簡單，只要一兩個乘客下車並幫忙推車，才能克服這種狀況。

#### 輪胎、輪圈與煞車系統
1955年至1957年日本國產的輕型車大多使用現成的規格品，譬如先前提到的鈴木Suzulight即使用Datsun的14吋大輪胎，這對輕型車來說非但不相稱，而且增加車重。富士重工業為了追求空間效率和輕量化的目標，委請普利司通輪胎公司製造日本輪胎業界未曾做過的10英吋產品。由於雙方本來在速克達輪胎方面就有合作關係，於是後者很快地答應這個要求。為了達到輕量化目的，普利司通做出4.50-10 2層級（（英文）ply rating）外胎，但富士重工業要求具有4層級的強度，且試作車路試時常遇到爆胎的問題，所以普利司通為了這個新規格的外胎也是煞費苦心。1960年9月起，輪胎規格改成4.80-10 2層級外胎。
關於鐵製輪圈，開發團隊也是選擇重量比較輕的單片式輪圈，這在雷諾4CV上已經有了先例，乃是為了輕量化的對策。轉向機構屬於齒桿與小齒輪式（（英文）rack and pinion type），具有重量輕、操作簡潔的特性，不過當時主流的做法是蝸桿滾輪式（（英文）worm and roller type）。至於煞車制動系統，則採用一般的四輪油壓式鼓煞。

### 發表前後

#### 耐久試驗及運輸省認定試驗
開發團隊在1957年4月20日完成試作1號車，之後再增4部試作車；這5部車均經過嚴格的走行測試。由試車組組長家弓正矢和整備主任中野秀次等人討論出走行耐久測試的行程：從群馬縣伊勢崎市至高崎市間往返約40公里未鋪設柏油路的路面，24小時中採3輪班制，每班連續駕駛8小時，一天下來共行駛600公里。如此反覆連續測試了好幾天，修正所有出現的毛病問題。接下來從伊勢崎市到赤城山山頂間進行往返爬坡測試，要求的條件是引擎不能熄火。當時通往赤城山的登山道路也未鋪設瀝青，海拔高度相差約1千公尺，且有許多連續彎路。其中有一段名為「一杯清水」的陡坡，坡度達13度，當時仍沒有任何國產車能一口氣衝上這段坡道。試車小組當然以4人滿載的嚴酷條件作測試，中途曾歷經引擎過熱之狀況，最終解決這些問題。至於登頂成功的時間，有人說是1957年8月，也有人說是通過運輸省認定試驗的1958年2月。
根據前間孝則所撰、講談社文庫出版的《男人、機器的昭和傳說（（日語）マン・マシンの昭和伝説）》一書指出，在1960年代後半各日系車廠尚未競爭白熱化前，他們私底下組織了一個技術交流會，彼此搭乘對方的新車並予以技術上的切磋交流。據說王子汽車的中川良一、豐田汽車的長谷川龍雄等人都曾試乘過速霸陸360，並給予感想意見。
運輸省所做的道路認定試驗，則在1958年2月24日於箱根舉行，正駕駛由富士重工業職員福島時雄擔任，副駕駛則是坂口彰。為了減輕車輛的荷重，即使當時是嚴寒的2月，兩人的衣著也穿得很薄。按規定運輸省必須指派2位檢查官員隨行，不過據說其中有一人害怕坐這種小車，便以55公斤重的秤錘代替。最後福島快速登上山頂，通過了認定試驗。上市時空車重量385公斤雖然比計劃目標稍重，但其他性能表現皆按計劃達成。

#### 上市發表
富士重工業將速霸陸360的公開發表記者會訂定在1958年3月3日中午12點，會場位於東京都千代田區丸之內的公司總部。對於鮮少舉辦此類行銷活動的富士重工業來說，原本並不打算展示實車，只想發放書面的產品型錄而已。不過大批到訪的記者相當看重這款新車，頻頻催促「實車究竟在哪裡？」，於是原廠緊急向伊勢崎工廠調度2輛新車，直到下午4點許才抵達東京總部，讓等候已久的記者們輪流試乘。
結果市場的反應影相當熱烈，不但各日系車廠相當關心，日本國內媒體爭相報導。外國媒體也大多予以佳評，像英國老牌汽車雜誌《Autocar》便評論道：「這部車會使富士重工業成為亞洲的福斯汽車。」值得一提的是購買出廠第一輛速霸陸360的消費者，乃是松下電器公司的創辦人松下幸之助。
雖然富士重工業先前販售富士兔子速克達時已建立銷售網，不過速霸陸360上市後必須重頭建立各地的4輪汽車經銷商，於是開始和各都道府縣既存的速克達代理商、汽車代理商洽談銷售事宜；像東京地區主要是伊藤忠商事（1958年5月起開始販售）、大阪地區則委託高木産業（1958年7月起開始販售）。

#### 上市後情況
1958年度的銷售成績是385輛，當時這個數字對輕型車而言相當了不起。因為市場佳評如潮，1961年突破了1萬7千輛。同年兄弟車款速霸陸Sambar上市也獲得成功，這對甫跨足4輪乘用車的富士重工業而言得以鞏固基礎。1960年更推出搭載423c.c.直列二缸氣冷式EK51型引擎的速霸陸450，基本機械構造並無二致，但是車體、車室空間放大，也取得了銷售佳績。
眼見速霸陸360的成功，其他日系車廠也覬覦輕型車的市場。1962年馬自達推出內裝豪華的馬自達Carol 360，可惜車體和水冷式OHV四衝程直列四缸DA型引擎比速霸陸360多了大約150公斤的車重，影響到其動力表現。後者馬上推出馬力更高、內裝鋪陳更豪華的小改款，奪回市場霸主的地位。同時期三菱汽車也推出三菱Minica、大發工業推出大發Fellow應戰，但始終沒有撼動速霸陸360的輕型車霸主地位。
1967年本田技研工業推出性能更佳、價格更低的本田N360，使得速霸陸360的販售停滯不前，拱手讓出第一名寶座。速霸陸重新調校EK31型引擎，使得出力達25ps / 4,500rpm。1968年再推出小改款，計有二種車型：
1. 「Young SS」車型：搭載EK32型引擎加上雙化油器，最大馬力36ps / 7,000rpm、最大扭力3.8kg·m / 6,400rpm。此車型具有運動化造型，專門針對年輕的消費族群。
2. 「Young S」車型：搭載EK31型引擎，最大馬力25ps / 4,500rpm。

不過因為基本設計仍維持不變，銷售成績絲毫不見起色。直到1969年8月15日富士重工業推出後繼車款速霸陸R-2，此款車才在1970年5月宣布停產。

### 外銷
富士重工業曾經製造少量的左駕版，銷往當時美國管治的琉球。此外，也曾透過富士兔子速克達的代理商馬爾科姆·布里克林（Malcolm Bricklin）銷往美國本土市場。不過彼時拉爾夫·納德著書《任何速度都不安全（Unsafe at Any Speed）》指責汽車製造商忽視安全性能，而一味追求時尚、舒適、速度和動力，引起美國本土一陣旋風。另外拉爾夫·納德認為雪佛蘭Corvair、福斯金龜車等後置後驅車款的穩定度有問題，嚴重影響到速霸陸360的銷售狀況，大約只賣了1萬輛。
1960年搭載423c.c.直列二缸氣冷式EK51型引擎、車體和車室空間都放大的速霸陸450開始外銷，外銷名稱改成速霸陸Maia。1961年澳大利亞維多利亞州巴拉瑞特的進口商法蘭克·奧布萊恩（Frank O'Brien）進口了一批速霸陸360、速霸陸Maia和速霸陸Sambar，總數大約73輛。可惜因引擎過熱的毛病，這位進口商損失了一大筆金錢。除此之外，臺灣三富汽車也曾與富士重工業技術合作，經授權後1968年起製造組裝三富360。

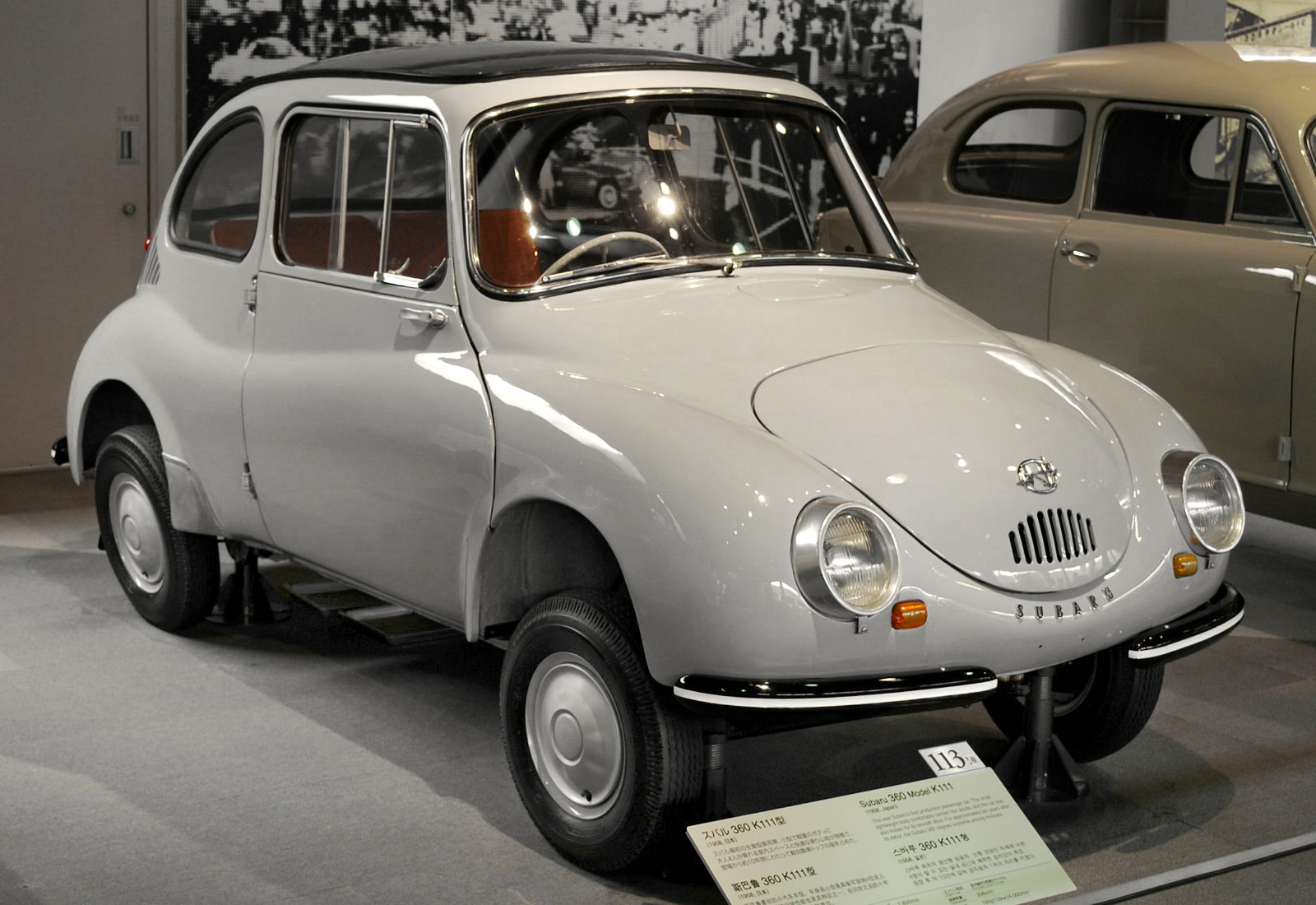
豐田博物館展示的速霸陸360
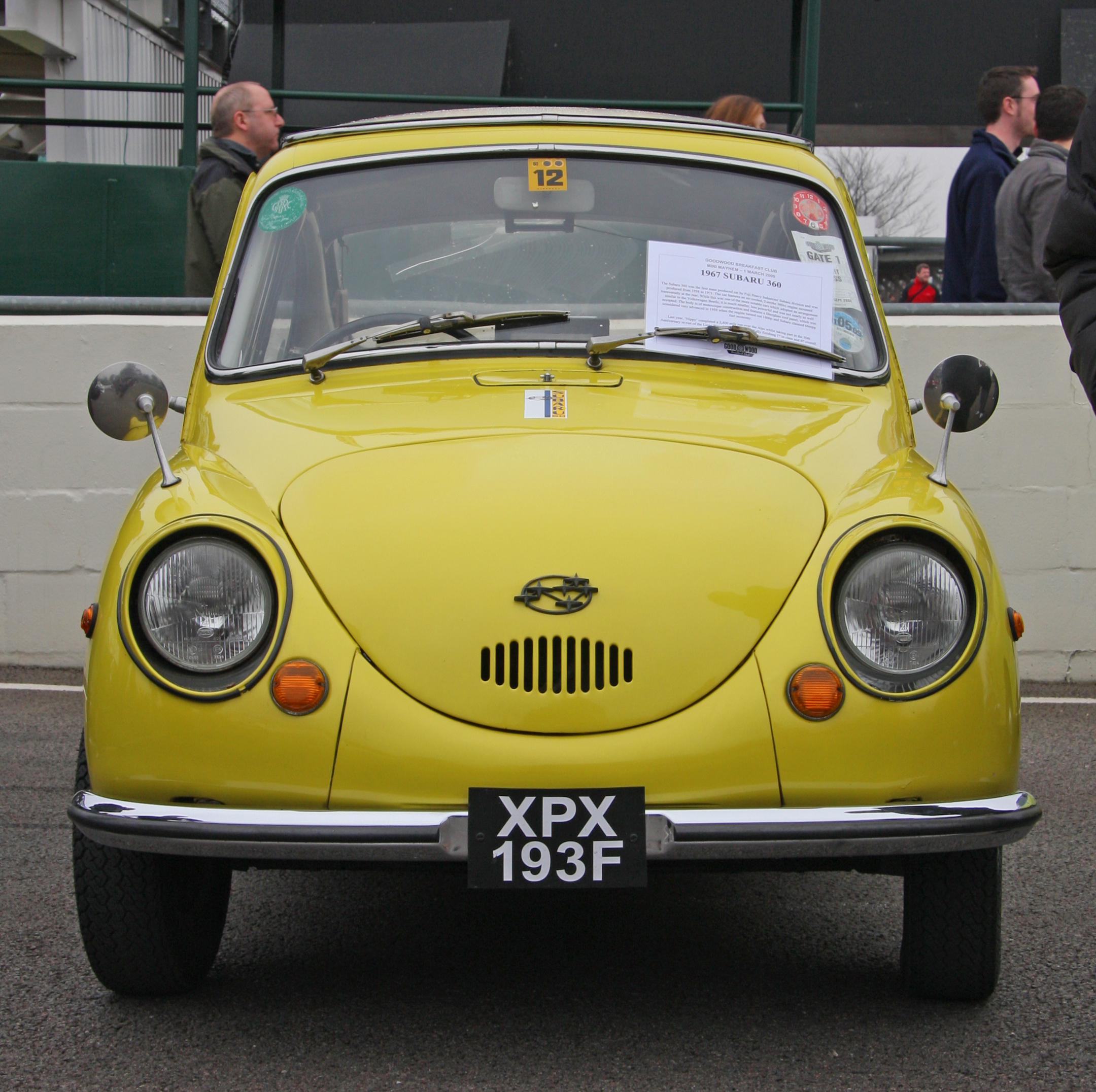
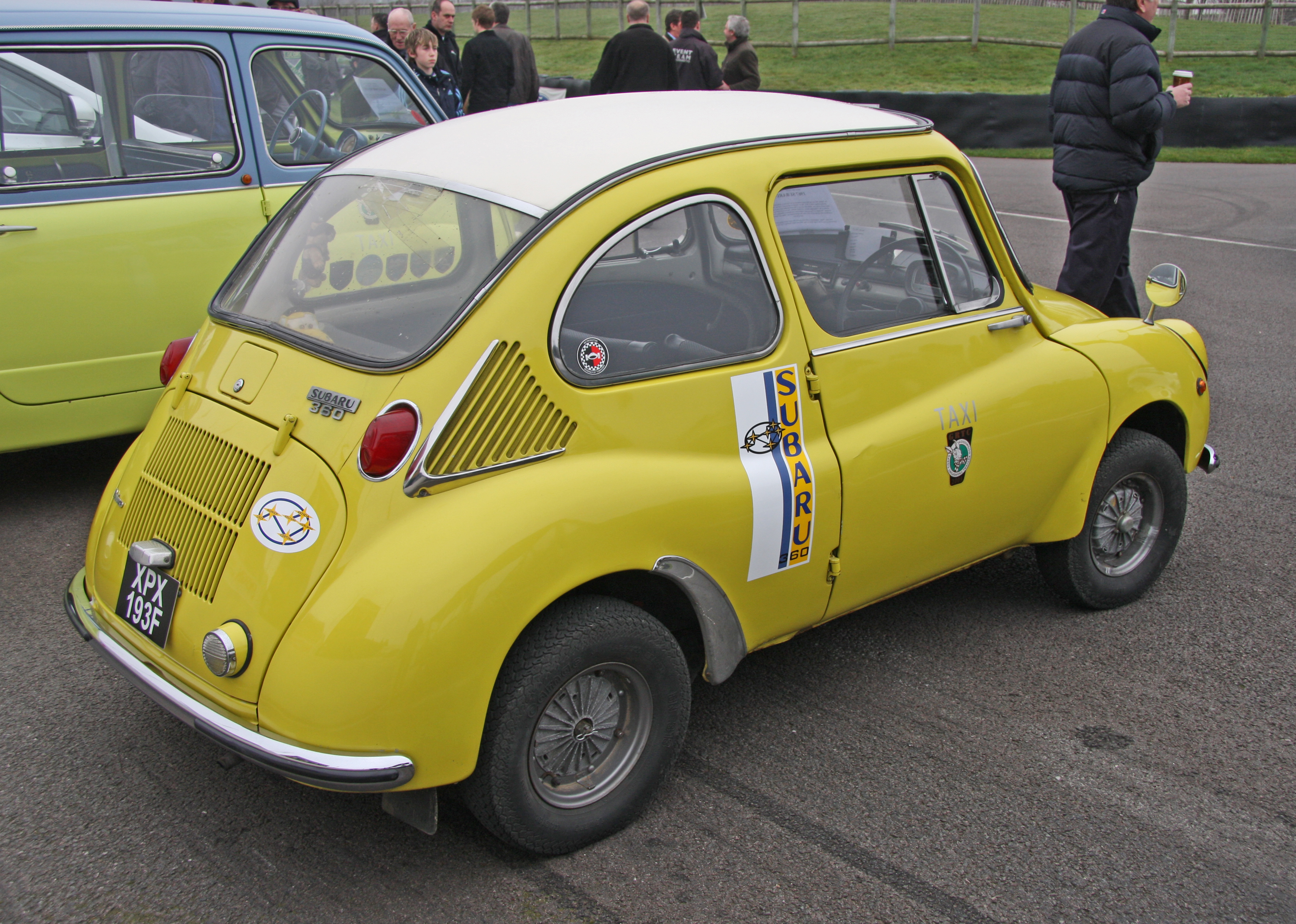
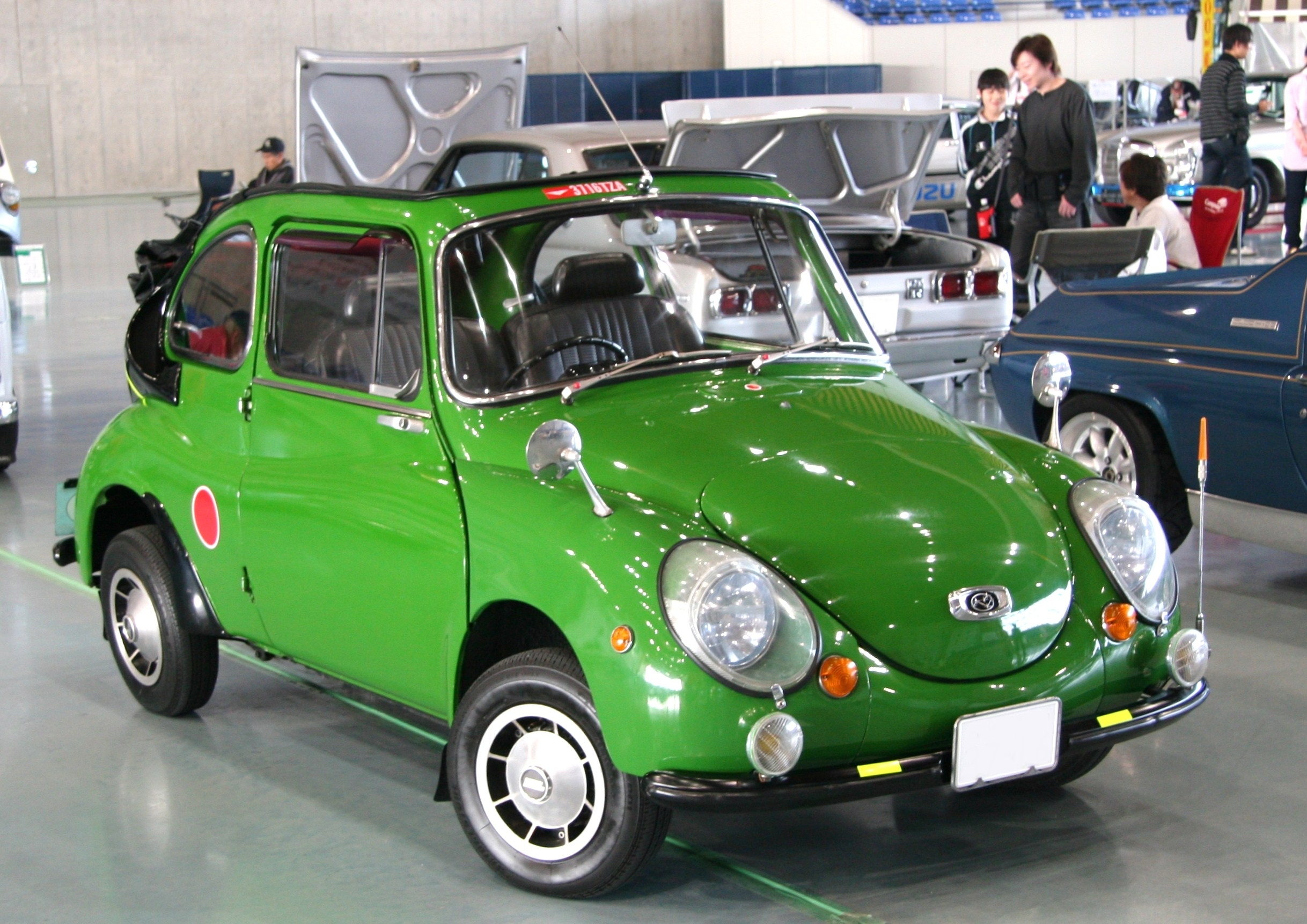
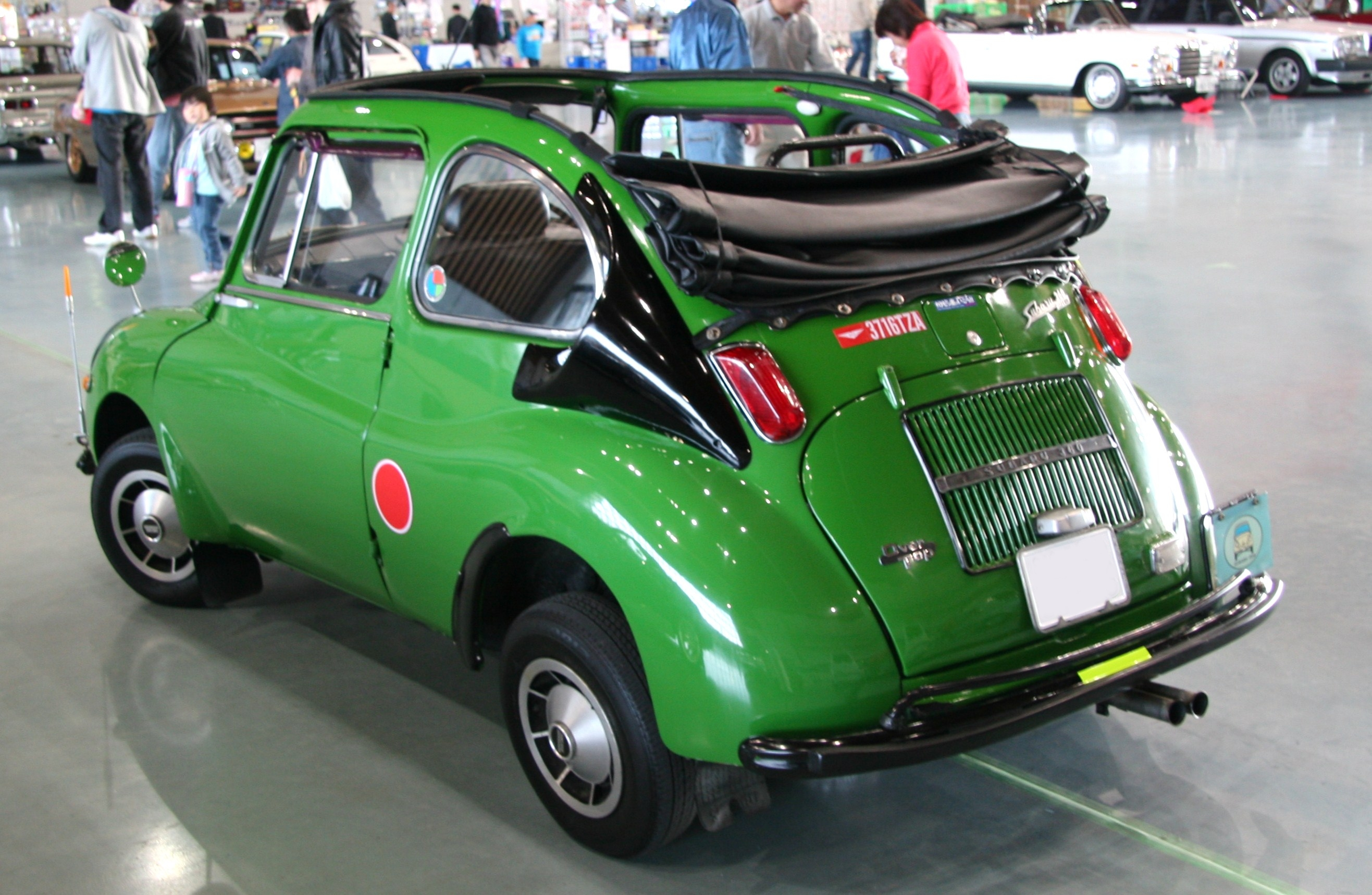
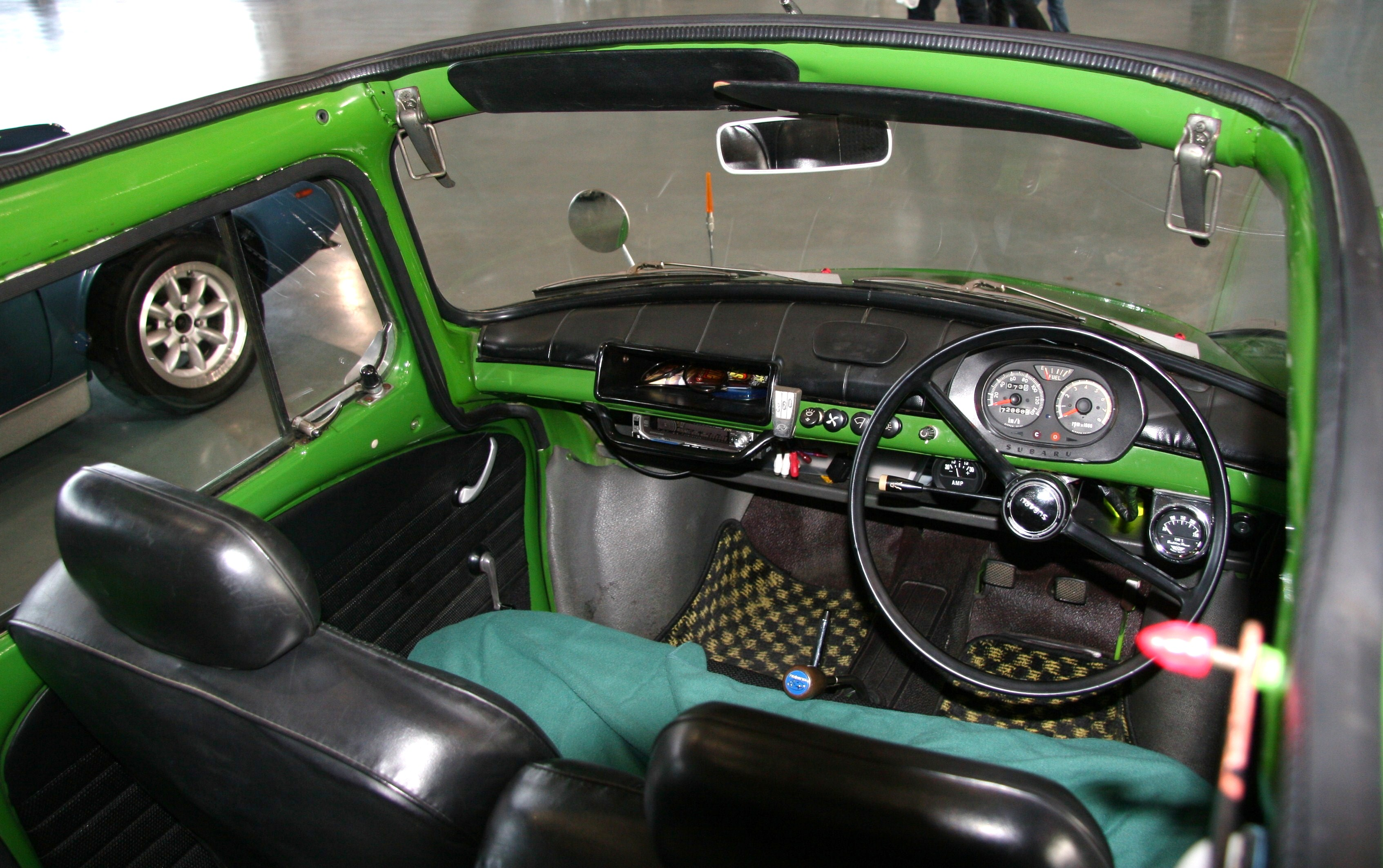
內裝照
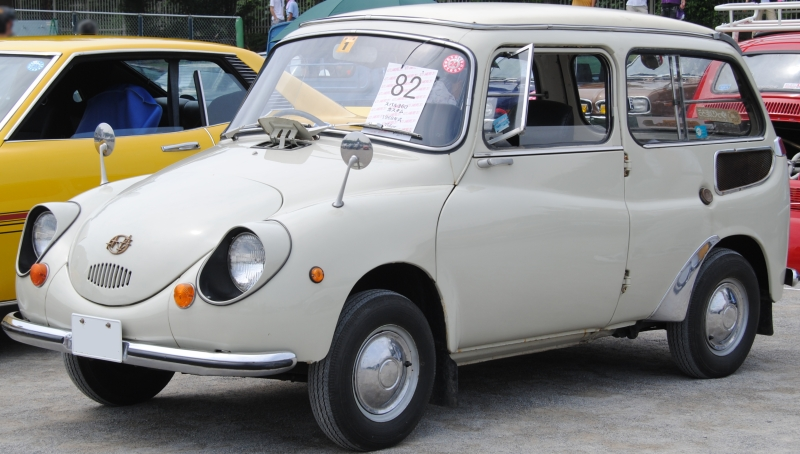
廂型車

## 外部連結
- （日語）Кιηοκο（スバル ３６０） （页面存档备份，存于）
- （日語）国民車スバル360 その系譜
- SUBARU 360 （页面存档备份，存于）
- （英文）Microcar Museum: Subaru 360 （页面存档备份，存于）
- （英文）Microcar Museum: Subaru 360 Custom （页面存档备份，存于）